# Patrinia intermedia
Patrinia intermedia là một loài thực vật có hoa trong họ Kim ngân. Loài này được (Hornem.) Roem. & Schult. mô tả khoa học đầu tiên năm 1818.